# Rogelio A. González
Rogelio Antonio González Villarreal, o simplement Rogelio A. González (n. 27 de gener de 1922 a Monterrey, Nuevo León - m. 21 de maig de 1984 a Saltillo, Coahuila) va ser un actor, director i guionista cinematogràfic mexicà.

## Biografia
Els seus primers estudis van ser de medicina, carrera que va abandonar en apassionar-se pel teatre i el cinema, arribant a ser també productor, locutor de ràdio i líder sindical de la Secció de Directors del Sindicat de Treballadors de la Producció Cinematogràfica de la República Mexicana (STPC) en diverses ocasions.
Va debutar per primera vegada com a actor en la pel·lícula ¡Cómo México no hay dos! (Carlos Orellana, 1944). Des de 1945 va treballar amb el realitzador Ismael Rodríguez com a guionista, i cap a 1950 va debutar com a director amb la cinta El gavilán pollero, protagonitzada per l'actor Pedro Infante, qui va considerar Rogelio A. González el seu guionista i argumentista preferit. La seva pel·lícula Hambre nuestra de cada día va participar en el 1r Festival Internacional de Cinema de Moscou.

## Accident automobilístic i mort
El 10 de maig de 1984, va tenir un accident en la carretera 57, Piedras Negras-México, en el tram Saltillo-San Roberto quan el seu vehicle, un Atlantic model 1981 va perdre el control i es va impactar contra un tràiler. El cineasta va sofrir diverses fractures de costelles, i fractures múltiples en el rostre.
Va ser traslladat a la clínica 2 del IMSS de Saltillo, Coahuila, on va romandre ingressat fins que va sofrir un atur cardiorespiratori, morint el 21 de maig d'aquest mateix any.

## Filmografia

### Com a director
| - 1951: Amar fue su pecado - 1951: El gavilán pollero - 1952: Ahora soy rico - 1952: Hambre nuestra de cada día - 1952: Las interesadas - 1952: Un rincón cerca del cielo - 1953: El vagabundo - 1953: Tal para cual - 1954: El mil amores - 1954: Nuevo amanecer - 1955: Escuela de vagabundos - 1955: La vida no vale nada - 1956: Canto y esperanza Pueblo - 1956: El inocente - 1956: Los bandidos de Río Frío - 1956: Una movida chueca - 1957: Vainilla, bronce y morir (Una mujer más) - 1957: La culta dama - 1957: Mi influyente mujer - 1957: Pies de Gato - 1958: Escuela de rateros - 1958: Mujer en condominio - 1959: Ando volando bajo - 1959: Dos fantasmas y una muchacha - 1959: El hombre del alazán - 1959: El que con niños se acuesta - 1959: Nacida para amar - 1960: Conquistador de la luna - 1960: El esqueleto de la señora Morales - 1960: La nave de los monstruos - 1960: Los fanfarrones - 1961: Amorcito corazón - 1961: ¿Donde estás, corazón? - 1961: El Buena Suerte - 1961: El jinete negro - 1961 : En cada feria un amor | - 1961: La diligencia de la muerte - 1961: Paloma brava - 1965: Río Hondo - 1966: Alias el Rata - 1966: La Valentina - 1967: Adios cuñado! - 1967: Alma Grande en el desierto - 1967: Chanoc - 1967: La mujer de a seis litros - 1968: Dr. Satán y la magia negra - 1968: La noche del halcón - 1969: Al fin a solas - 1969: Flor marchita - 1970: El club de los suicidas - 1970: La agonía de ser madre - 1970: ¿Por qué nací mujer? - 1971: La Güera Xóchitl - 1971: La sangre enemiga - 1971: Papa en onda - 1971: Rosario - 1972: La inocente - 1972: Las vírgenes locas - 1972: One Minute Before Death - 1972: Por eso - 1973: Vidita negra - 1974: La recogida - 1976: El hombre desnudo - 1976: La india - 1977: Sor tequila - 1978: Los japoneses no esperan - 1979: El tahúr - 1981: D.F./Distrito Federal - 1981: El gran perro muerto - 1981: El sexo sentido - 1983: México 2000 |

### Com a guionista
| - 1947: ¡Qué verde era mi padre! - 1947: ¡Vuelven los Garcia! - 1947: Cuando lloran los valientes - 1948: Angelitos negros - 1948: Ustedes, los ricos - 1948: Los tres huastecos - 1949: La oveja negra - 1950: No desearás la mujer de tu hijo - 1950: Sobre las olas - 1951: Amar fue su pecado - 1951: El gavilán pollero - 1952: Ahora soy rico - 1952: Un rincón cerca del cielo - 1953: El vagabundo - 1956: Los bandidos de Río Frío | - 1957: Vainilla, bronce y morir (Una mujer más) - 1957: La culta dama - 1959: Ando volando bajo - 1959: El hombre del alazán - 1959: Nacida para amar - 1961: ¿Donde estás, corazón? - 1969: Flor marchita - 1970: La agonía de ser madre - 1970: Matrimonio y sexo - 1971: La Güera Xóchitl - 1971: La sangre enemiga - 1971: Rosario - 1972: Por eso - 1976: El hombre desnudo |

### Com a actor
- 1947: Vuelven los Garcia d'Ismael Rodríguez.
- 1947: Cuando lloran los valientes d'Ismael Rodríguez.
- 1949: El vengador de Raúl de Anda.
- 1949: El paso maldito de Fred Matter.
- 1950: Anacleto se divorcia de Joselito Rodríguez.
- 1957: Mi influyente mujer d'ell mateix.
- 1959: Dos fantasmas y una muchacha d'ell mateix.
- 1970: ¿Por qué nací mujer? d'ell mateix.
- 1974: La recogida d'ell mateix.

## Premis
- Va ser nominat per a l'Ariel pel millor argument original
- Va ser nominat per a l'Ariel per Los tres García
- Fue nominat per a l'Ariel per la millor actuació de quadre masculí el 1943
- Va ser nominat per a l'Ariel d'or el 1958 per la direcció de La culta dama